# Északi pálmamókus
Az északi pálmamókus (Funambulus pennantii) az emlősök (Mammalia) osztályának rágcsálók (Rodentia) rendjébe, ezen belül a mókusfélék (Sciuridae) családjába tartozó faj.

## Neve
Tudományos fajnevét Thomas Pennant walesi természettudósról kapta.

## Előfordulása
Az északi pálmamókus eredeti előfordulási területe India, Nepál, Banglades, Pakisztán és Irán. Azonban sok más helyre betelepítették, például: az Andamán- és Nikobár-szigetekre, Indonézia és Pápua Új-Guinea egyes szigeteire, Új-Kaledóniára, a Fidzsi-szigetekre, Szamoára, Tongára, Naurura, Vanuatura és Ausztráliába, ahol az állatkertekből kiszabadulva vadonélő állományokat hozott létre; ilyen található Nyugat-Ausztrália fővárosában, Perthben is.
Az őshonos területein is jól tűri az ember közelségét, illetve a városi életet. Például Indiában a hatalmas Delhi és Kolkata városokban is megtalálható.
Indiában az elterjedési területének a déli határa, még nincs pontosan meghatározva. Egyes adatok szerint egészen az Ándhra Pradeshez tartozó Madanapalle-ig nyúlik. A Nyugati-Ghátokban levő déli határa, valószínűleg érinti a karnátakai Dharwad Districtet és Maiszúrt.

## Alfajai
Manapság 2 alfajt tartanak számon:
- Funambulus pennantii argentescens Wroughton, 1905
- Funambulus pennantii pennantii Wroughton, 1905

### Eltérések az alfajrendszertanban
Amikor Robert Charles Wroughton először leírta ezt a pálmamókusfajt, a törzsalfaj mellé még két alfajt - Funambulus pennantii argentescens és Funambulus pennantii lutescens -, helyezett. Azonban az újabb kutatások elvetik az egyik alfaj létezését.
Thorington és Hoffman a Wilson és Reeder-ben (2005), csak két alfajról, F. p. pennantii-ról és F. p. argentescens-ról számolnak be. Tőlük eltérően Ghose et al. (2004) ezek mellé még két másik alfajt is leír: F. p. chhattisgarhi (mely állítólag a Mahárástra keleti részén, Madhya Pradesh-ben, Oriszában, Nyugat-Bengálban és Bihár), valamint F. p. gangutrianus (mely Nyugat-Bengálban, Madhya Pradesh-ben, Uttar Pradesben és Nepálban fordulna elő). 2007-ben Talmale a mahárástrai állományt F. p. pennantii-ként kezeli, mivel a két állománybeli példányok méretei és színváltozatai ugyanazok.

## Megjelenése
Az állat háti része barnás, míg hasi része szürkés. A hátán, testhosszában a barna alapon öt fehér, vagy sárgás csík húzódik. Farka szürkés-barna és közepesen lompos.

## Képek

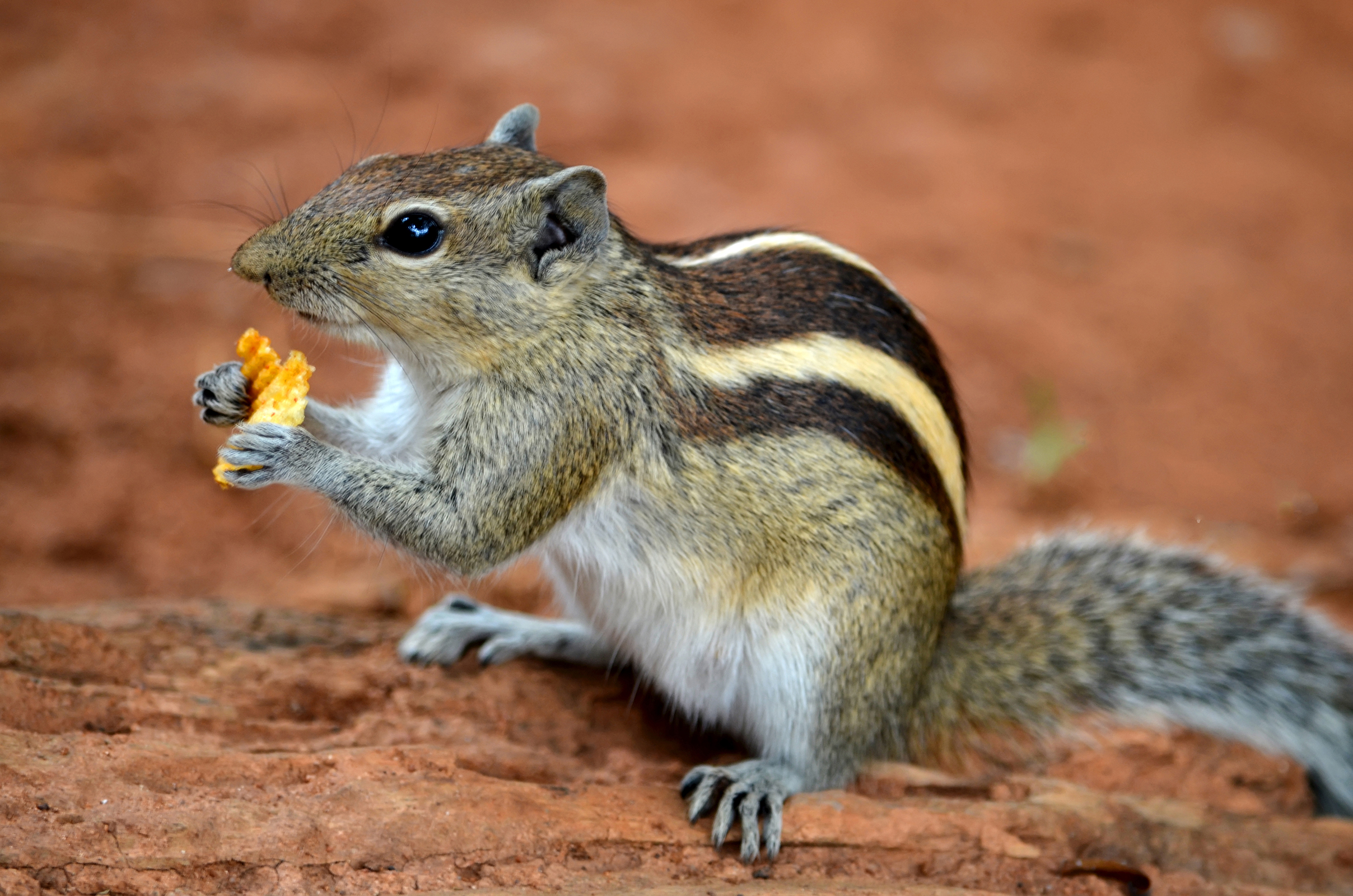
Rágcsáló
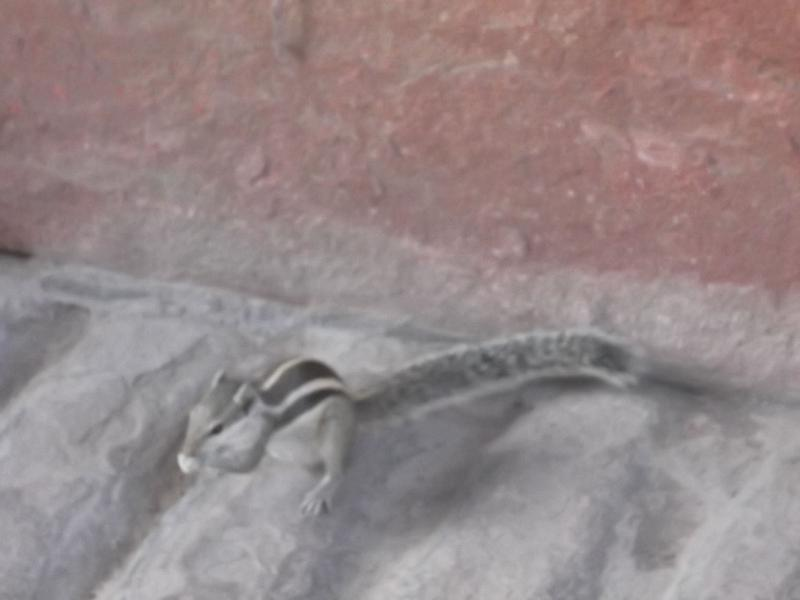
példányok
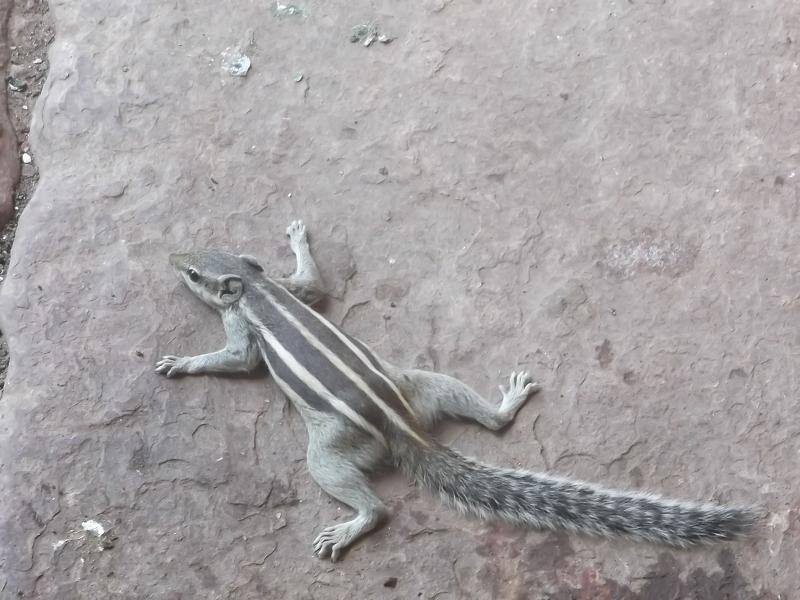
A hasát hűti
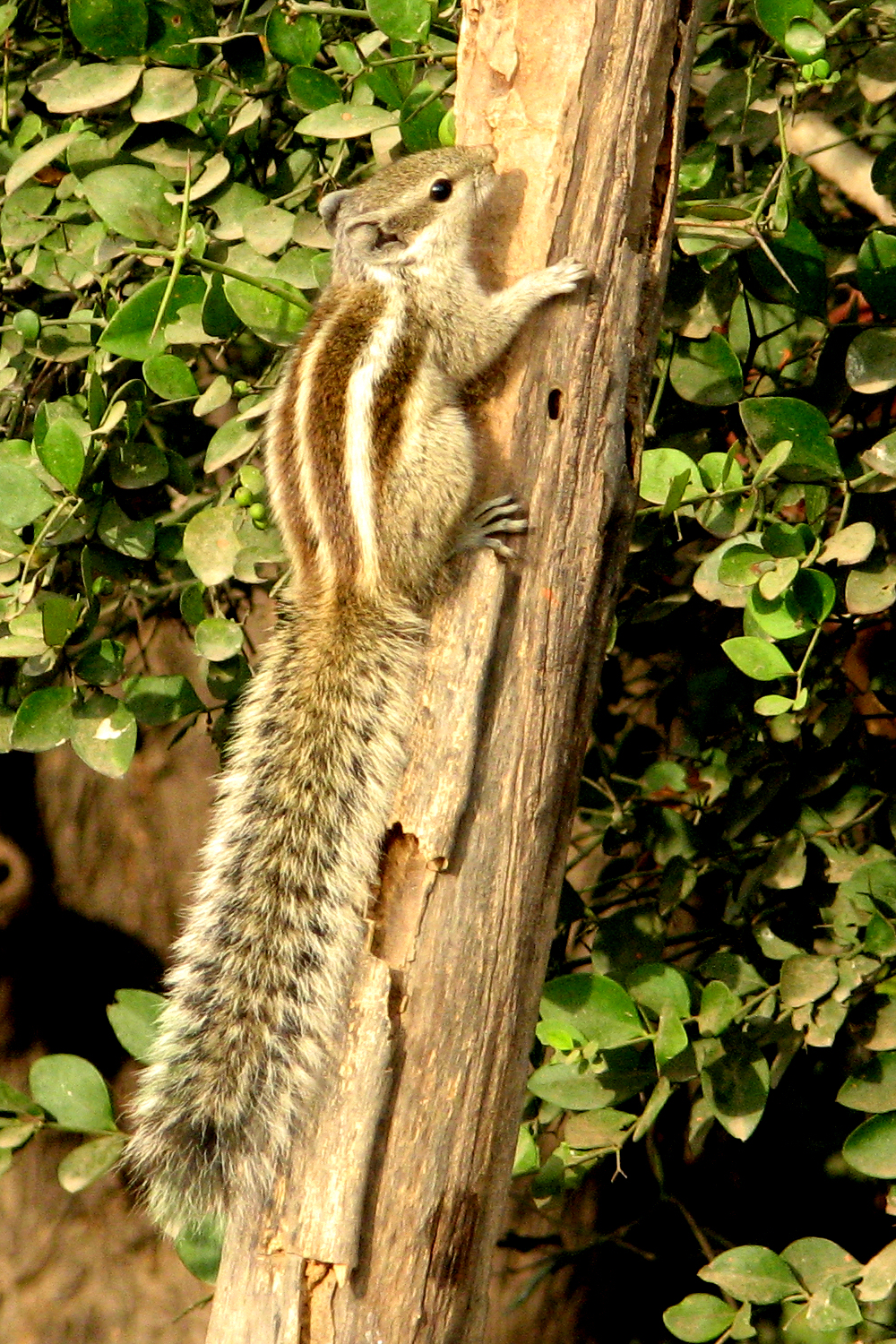
Fára is mászik

## Fordítás
- Ez a szócikk részben vagy egészben  a   Northern palm squirrel című angol Wikipédia-szócikk ezen változatának fordításán alapul.  Az eredeti cikk szerkesztőit annak laptörténete sorolja fel. Ez a jelzés csupán a megfogalmazás eredetét és a szerzői jogokat jelzi, nem szolgál a cikkben szereplő információk forrásmegjelöléseként.